# Eddie George (giocatore di football americano)
Edward Nathan George Jr., detto Eddie (Filadelfia, 24 settembre 1973), è un ex giocatore di football americano statunitense che ha giocato nel ruolo di running back per nove stagioni nella National Football League (NFL). Fu scelto nel corso del primo giro (14º assoluto) del Draft NFL 1996 dagli Houston Oilers. Al college ha giocato a football all’Università statale dell'Ohio vincendo l'Heisman Trophy, il massimo riconoscimento individuale a livello universitario. Nel 2011 è stato inserito nella College Football Hall of Fame.

## Carriera professionistica
George fu scelto nel primo giro del Draft 1996 dagli Houston Oilers (ora Tennessee Titans).  George vinse il premio di miglior rookie offensivo nel 1996 e fu il tailback titolare degli Oilers/Titans fino al 2003, senza nemmeno saltare una gara da titolare per infortunio. Fu convocato per il Pro Bowl per quattro anni consecutivi (1997–2000) e arrivò coi Titans a disputare il Super Bowl XXXIV, perso contro i St. Louis Rams 23-16. George guadagnò 391 yard totali nelle tre gare di playoff dei Titans quell'anno e corse 95 yard, ricevette 35 yard e segnò due touchdown in quel Super Bowl.
George è solamente il secondo running back della storia della NFL ad aver corso 10.000 yard a non aver mai saltato una gara da titolare, insieme a Jim Brown. Solo Walter Payton (170) partì in più gare da titolare consecutive delle 128 di George.
Numerosi scrittori sportivi hanno ipotizzato che l'eccessivo carico di lavoro sia stato il fattore primario nel declino di George. In cinque delle sue otto stagioni coi Titans, George portò il pallone oltre 330 volte. Nel 2003, George corse un minimo in carriera di 3,3 yard a portate. Il declino nella produzione di George oltre a numerosi infortuni al piede e alla caviglia contribuirono alla decisione del proprietario dei Titans Bud Adams di svincolare George dopo che questi aveva rifiutato una riduzione contrattuale.
George firmò un contratto annuale coi Dallas Cowboys il 23 luglio 2004 di 1,5 milioni di dollari esclusi i bonus. George giocò solamente 8 gare da titolare per Dallas, correndo 432 yard su 132 possessi. Si ritirò dalla NFL prima della stagione 2005.
In carriera, George corse 10.441 yard, ricevette 268 passaggi per 2.227 yard e segnò 78 touchdown (68 su corsa e 10 su ricezione).

## Record

### Record atenei
Nell'arco della sua carriera collegiale, George stabilì o eguagliò i seguenti record atenei dei Buckeyes:
- Maggior numero di yard corse in una singola stagione: 1.927 (1995)
- Maggior numero di yard corse in una singola partita: 314 (contro Illinois nel 1995)
- Maggior numero di yard corse in media a partita in una singola stagione: 148,2 (1995)
- Maggior numero di partite da 300 o più yard corse in carriera: 1 (1995)
- Maggior numero di partite da 300 o più yard corse in una singola stagione: 1 (1995)
- Maggior numero di partite da 200 o più yard corse in carriera: 5 (1994-95)
- Maggior numero di partite da 200 o più yard corse in una singola stagione: 3 (1995)
- Maggior numero di partite da 100 o più yard corse in una singola stagione: 12 (1995)
- Maggior numero di partite consecutive da 100 o più yard corse in una singola stagione: 12 (1995)

### Record di franchigia
Nell'arco della sua carriera professionistica, George stabilì o eguagliò i seguenti record di franchigia degli Oilers/Titans:
- Maggior numero di stagioni alla guida della franchigia in yard corse: 8 (1996-03)
- Maggior numero di stagioni consecutive alla guida della franchigia in yard corse: 8 (1996-03)
- Maggior numero di stagioni da 1.000 o più yard corse: 7 (1996-00, 2002-03)
- Maggior numero di stagioni consecutive da 1.000 o più yard corse: 5 (1996-00, superato da Chris Johnson nel 2013)
- Maggior numero di yard corse in carriera: 10.009 (1996-03)
- Maggior numero di yard combinate in carriera: 12.153 (10.009 corse + 2.144 ricevute, 1996-03)
- Maggior numero di yard corse dalla linea di scrimmage in carriera: 12.153 (1996-03)
- Maggior numero di yard corse dalla linea di scrimmage in una singola stagione: 1.962 (2000, superato da Chris Johnson nel 2009)
- Maggior numero di yard corse in una singola partita: 216 (contro Oakland il 31 agosto 1997, superato da Chris Johnson nel 2009)
- Maggior numero di tentativi di corsa in carriera: 2.733 (1996-03)
- Maggior numero di tentativi di corsa in una singola stagione: 403 (2000)
- Maggior numero di touchdown in carriera: 74 (1996-03)
- Maggior numero di conversioni da 2 punti in carriera: 3 (1996-03)
- Maggior numero di conversioni da 2 punti in una singola partita: 1 (1996-03)

Fonte: The 2013 Ohio State Buckeyes Football Media Guide Archiviato il 24 luglio 2015 in Internet Archive.,The 2013 Tennessee Titans Media Guide Archiviato il 3 ottobre 2015 in Internet Archive.

## Palmarès

### Squadra

#### Università
- Holiday Bowl: 1

Ohio State Buckeyes: 1993
- Big Ten Championship: 1

Ohio State Buckeyes: 1993

### Professionisti
- American Football Conference Championship: 1

Tennessee Titans: 1999

### Individuale

#### Università
- Heisman Trophy: 1

1995
- First-team All-American: 1

1995
- Maxwell Award: 1

1995
- Walter Camp Award: 1

1995
- Doak Walker Award: 1

1995
- Jim Brown Award: 1

1995
- Chic Harley Award: 1

1995
- Chicago Tribune Silver Football: 1

1995
- Graham-George Giocatore offensivo dell'Anno della Big Ten: 1

1995
- First-team All-Big Ten: 1

1995
- Menzione onorevole All-Big Ten: 1

1994
- Ohio State Buckeyes MVP: 1

1995
- Jesse Owens Atleta maschile dell'Anno della Big Ten: 1

1995
- College Football Hall of Fame (Classe del 2011)
- Ohio State Buckeyes Hall of Fame (Classe del 2006)
- Numero 27 ritirato dagli Ohio State Buckeyes

#### Professionisti
- Convocazioni al Pro Bowl: 4

1997, 1998, 1999, 2000
- First-team All-Pro: 1

2000
- Second-team All-Pro: 1

1999
- Rookie offensivo dell'Anno della NFL (1996)
- PFW/PFWA Rookie offensivo dell'anno della NFL (1996)
- NEA Rookie dell'Anno della NFL (1996)
- SN Rookie dell'Anno della NFL (1996)

- Bert Bell Rookie dell'Anno della NFL (1996)
- First-team All-AFC: 2

1999, 2000
- Second-team All-AFC: 1

1996
- Giocatore offensivo della settimana della AFC: 4

2ª settimana della stagione 1996, 1ª settimana della stagione 1997, 10ª settimana della stagione 1998, 16ª settimana della stagione 2000
- Rookie offensivo del mese: 1

settembre 1996
- NFL.com All-Heart Giocatore della Settimana: 1

6ª settimana della stagione 2000
- PFWA All-Rookie Team - 1996
- Ed Block Courage Award: 1

2002
- Club delle 10.000 yard corse in carriera
- Numero 27 ritirato dai Tennessee Titans
- Houston Oilers/Tennessee Titans Hall of Fame (Classe del 2008)
- Tennessee Sports Hall of Fame (Classe del 2014)

## Statistiche

### NCAA
Fonte: Sports-Reference.com
|        |                     | Corse | Corse | Corse  | Corse | Corse  | Corse | Ricezioni | Ricezioni | Ricezioni | Ricezioni | Totale | Totale |
| Anno   | Squadra             | P     | Ten   | Yard   | Media | Y/P    | TD    | Ric       | Yard      | Media     | TD        | Scrim  | TDT    |
| ------ | ------------------- | ----- | ----- | ------ | ----- | ------ | ----- | --------- | --------- | --------- | --------- | ------ | ------ |
| 1992   | Ohio State Buckeyes | 11    | 37    | 176    | 4,8   | 16     | 6     | --        | --        | --        | --        | 176    | 5      |
| 1993   | Ohio State Buckeyes | 12    | 42    | 223    | 5,3   | 18,6   | 3     | --        | --        | --        | --        | 223    | 3      |
| 1994   | Ohio State Buckeyes | 13    | 276   | 1.442  | 5,2   | 110,9  | 12    | 16        | 117       | 7,3       | 0         | 1.559  | 12     |
| 1995   | Ohio State Buckeyes | 13    | 328   | 1.927† | 5,9   | 148,2† | 24†   | 47        | 417       | 8,9       | 1         | 2.344† | 25†    |
| Totale | Totale              | 49    | 683   | 3.768  | 5,5   | 76,9   | 44    | 63        | 534       | 8,5       | 1         | 4.302  | 45     |

† Leader stagionale NCAA
† Leader stagionale Big Ten Conference
† Record ateneo dei Buckeyes

### NFL
Fonte: NFL.com
|        |                  | Corse | Corse | Corse  | Corse | Corse | Corse | Corse | Ricezioni | Ricezioni | Ricezioni | Ricezioni | Fumble | Fumble     | Totale | Totale |
| Anno   | Squadra          | P     | Ten   | Yard   | Media | Y/P   | Max   | TD    | Ric       | Yard      | Max       | TD        | Fum    | Recuperati | Scrim  | TDT    |
| ------ | ---------------- | ----- | ----- | ------ | ----- | ----- | ----- | ----- | --------- | --------- | --------- | --------- | ------ | ---------- | ------ | ------ |
| 1996   | Houston Oilers   | 16    | 335   | 1.368  | 4,1   | 85,5  | 76    | 8     | 23        | 182       | 17        | 0         | 3      | 1          | 1.550  | 8      |
| 1997   | Tennessee Oilers | 16    | 357   | 1.399  | 3,9   | 87,4  | 30    | 6     | 7         | 44        | 15        | 1         | 4      | 1          | 1.443  | 7      |
| 1998   | Tennessee Titans | 16    | 348   | 1.294  | 3,7   | 80,9  | 37    | 5     | 37        | 310       | 29        | 1         | 7      | 6          | 1.604  | 6      |
| 1999   | Tennessee Titans | 16    | 320   | 1.304  | 4,1   | 81,5  | 40    | 9     | 47        | 458       | 54        | 4         | 5      | 1          | 1.762  | 13     |
| 2000   | Tennessee Titans | 16    | 403†  | 1.509  | 3,7   | 94,3  | 35    | 14    | 50        | 453†      | 24        | 2         | 5      | 2          | 1.962  | 16     |
| 2001   | Tennessee Titans | 16    | 315   | 939    | 3,0   | 58,7  | 27    | 5     | 37        | 279       | 25        | 0         | 8      | 2          | 1.218  | 5      |
| 2002   | Tennessee Titans | 16    | 343   | 1.165  | 3,4   | 72,9  | 35    | 12    | 36        | 225       | 14        | 2         | 1      | 0          | 1.420  | 14     |
| 2003   | Tennessee Titans | 16    | 312   | 1.031  | 3,3   | 64,4  | 27    | 5     | 22        | 163       | 22        | 0         | 1      | 1          | 1.194  | 5      |
| 2004   | Dallas Cowboys   | 14    | 132   | 432    | 3,3   | 33,2  | 24    | 4     | 9         | 83        | 28        | 0         | 3      | 2          | 515    | 4      |
| Totale | Totale           | 142   | 2.865 | 10.441 | 3,6   | 73,5  | 76    | 68    | 268       | 2.227     | 54        | 10        | 35     | 15         | 12.668 | 78     |

† Leader stagionale NFL
† Record di franchigia degli Oilers/Titans